# Inretjärnarna (Råneå socken, Norrbotten, östra)
Inretjärnarna är en sjö i Bodens kommun i Norrbotten och ingår i Råneälvens huvudavrinningsområde.